# Visama vritti
Visama vritti is een pranayama (ademhalingstechniek) in yoga, waarbij er sprake is van een onregelmatige adembeweging. Pranayama's hebben in yoga een tweeledig nut: de toevoer van zuurstof naar de hersenen en het voorzien van het lichaam van prana, ofwel levensenergie.
Bij visama vritti is er sprake van een onregelmatige verdeling van de cycli van de inademing, kumbhaka (adempauze) en uitademing. Na drie volledige cycli volgt een volledige ontspanning, waarbij de volledige ademhaling wordt uitgevoerd. De tijdseenheden kunnen variëren van enkele tot vijf seconden en zijn als volgt verdeeld:
- Verhouding: 1 : 4 : 2
- Verhouding: 2 : 1 : 4
- Verhouding: 4 : 2 : 1

Iemand die kwakkelt met de gezondheid moet voorzichtig zijn met alle pranayama's waar kumbhaka bij wordt toegepast.
volledige ademhaling · middenrifademhaling · flankademhaling · sleutelbeenademhaling · mondademhaling · neusademhaling

abhyantara bahya stambha vritti · activerende ademhaling · agni prasana · anuloma · anuloma viloma · bhastrika · brahmari · chandra bhedana · chatur mukhi · dirgha sukshma · kapalabhati · kevala kumbhaka · kumbhaka · murcha · nadi sodhana · ohm sahita rechaka · plavini · prachhardana · prana apana samyukta · pratiloma · sahita kumbhaka · sama vritti · samanu · sapta vyahrita · sargarbha sahita kumbhaka · sarva dwara baddha · sithali · sitkari · stambha vritti · sukha purvaka · suksama shwasa prashwasa · surya bhedana · tri bandha kumbhaka · ujjayi · vaya viya kumbhaka · viloma · visama vritti